# Calabresegambiet
Het Calabresegambiet is in de opening van een schaakpartij een variant binnen de Loperopening.
De zetten zijn 1. e4 e5 2.Lc4 f5.
Eco-code C23.

## Koningsgambiet

### Uitleg
In het Koningsgambiet werd in vroeger tijden ook een Calabresegambiet gespeeld; maar hiervan zijn geen partijen bekend.
De beginzetten van dit gambiet zijn: 1.e4 e5 2.f4 exf4 3.Pf3 g5 4.Lc4 Lg7 5.h4 h6 6.d4 d6 7.Pc3 c6 8.hxg5 hxg5 9.Txh8 Lxh8 10.Pe5.
Eco-code C38.